# A Győri ETO FC 2011–2012-es szezonja
A Győri ETO FC 2011–2012-es szezonja szócikk a Győri ETO FC első számú férfi labdarúgócsapatának egy idényéről szól, mely sorozatban az 52., összességében pedig a 68. idénye a csapatnak a magyar első osztályban. A klub fennállásának ekkor volt a 107. évfordulója.

## Statisztikák
Utolsó elszámolt mérkőzés dátuma: 2012. május 27.

### Mérkőzések
| Lejátszott mérkőzések száma        | 42 (30 OTP Bank Liga, 6 Magyar kupa, 6 Ligakupa)         |
| Győzelmek száma                    | 25 (20 OTP Bank Liga, 3 Magyar kupa, 2 Ligakupa)         |
| Döntetlenek száma                  | 7 (2 OTP Bank Liga, 2 Magyar kupa, 3 Ligakupa)           |
| Vereségek száma                    | 10 (7 OTP Bank Liga, 2 Magyar kupa, 1 Ligakupa)          |
| Szerzett gólok száma               | 83                                                       |
| Kapott gólok száma                 | 49                                                       |
| Gólkülönbség                       | +34                                                      |
| Sárga lapok                        | 96                                                       |
| Kiállítások                        | 3                                                        |
| Legtöbbet figyelmeztetett játékos  | Nikola Trajković (11 , 0 )                               |
| Legnagyobb arányú győzelem         | Jánossomorja 2–9 Győri ETO (2011. 10. 25.)               |
| Legnagyobb arányú vereség          | Videoton 5–1 Győri ETO (2012. 02. 25.)                   |
| Legmagasabb hazai nézőszám         | 10 000 néző, Győri ETO 2–0 Ferencváros (2011. 09. 18.)   |
| Legmagasabb hazai nézőszám         | 10 000 néző, Győri ETO 1–2 Debreceni VSC (2012. 05. 06.) |
| Legalacsonyabb hazai nézőszám      | 300 néző, Győri ETO 2–2 Haladás (2011. 09. 06.)          |
| Legalacsonyabb hazai nézőszám      | 300 néző, Győri ETO 3–1 Zalaegerszegi TE (2011. 10. 12.) |
| Legalacsonyabb hazai nézőszám      | 300 néző, Győri ETO 1–3 Lombard Pápa (2011. 11. 15.)     |
| Legtöbbször pályára lépett játékos | Nikola Trajković (34 mérkőzés)                           |
| Házi gólkirály                     | Dudás Ádám (12 )                                         |
| Pontok                             | 82/126 (65,08%)                                          |

### Kiírások
| Kiírás        | Statisztikák | Statisztikák | Statisztikák | Statisztikák | Statisztikák | Statisztikák | Kezdő forduló | Végső forduló/ helyezés | Mérkőzések dátumai | Mérkőzések dátumai |
| Kiírás        | M            | GY           | D            | V            | LG–KG        | GK           | Kezdő forduló | Végső forduló/ helyezés | Első               | Utolsó             |
| ------------- | ------------ | ------------ | ------------ | ------------ | ------------ | ------------ | ------------- | ----------------------- | ------------------ | ------------------ |
| OTP Bank Liga | 30           | 20           | 3            | 7            | 56–31        | +25          | —             |                         | 2011. 07. 17.      | 2012. 05. 27.      |
| Magyar kupa   | 6            | 3            | 1            | 2            | 18–10        | +8           | 3. forduló    | 6. forduló              | 2011. 09. 21.      | 2012. 03. 14.      |
| Ligakupa      | 6            | 2            | 3            | 1            | 9–8          | +1           | Csoportkör    | Csoportkör              | 2011. 08. 31.      | 2011. 11. 15.      |

## Mérkőzések
| Színmagyarázat | Színmagyarázat |
| -------------- | -------------- |
|                | Győzelem.      |
|                | Döntetlen.     |
|                | Vereség.       |

### Téli felkészülési mérkőzések
| 2012. január 21. |

| Győri ETO     | 2 – 3               | MFK Ružomberok |
| ------------- | ------------------- | -------------- |
| Dinjar Koltai | (2 – 3) Jegyzőkönyv |                |

| ETO Park, Győr Nézőszám: 300 |

| 2012. január 25. |

| Győri ETO | 1 – 1               | ŠK Slovan Bratislava |
| --------- | ------------------- | -------------------- |
| Dudás     | (1 – 0) Jegyzőkönyv | Halenár              |

| ETO Park, Győr |

| 2012. január 28. |

| Budapest Honvéd          | 4 – 2               | Győri ETO   |
| ------------------------ | ------------------- | ----------- |
| Ivancsics Hadžić Trninić | (3 – 1) Jegyzőkönyv | Dudás Simon |

| Bozsik József Stadion, Budapest |

| 2012. február 3. |

| Győri ETO              | 2 – 2               | 1. FK Příbram |
| ---------------------- | ------------------- | ------------- |
| Fehér 21' Ahjupera 52' | (1 – 1) Jegyzőkönyv | Mareš 4' 49'  |

| Belek, Törökország |

| 2012. február 6. |

| Győri ETO | 1 – 2               | FK Metaliszt Harkiv                   |
| --------- | ------------------- | ------------------------------------- |
| Varga 23' | (1 – 2) Jegyzőkönyv | Torsiglieri 23' (11-esből) Taison 31' |

| Belek, Törökország |

| 2012. február 8. |

| Győri ETO | 1 – 3       | FK Kubany Krasznodar |
| --------- | ----------- | -------------------- |
| Dudás 12' | Jegyzőkönyv |                      |

| Belek, Törökország |

| 2012. február 11. |

| Győri ETO | 1 – 2               | FC Dacia Chișinău |
| --------- | ------------------- | ----------------- |
| Koltai 1' | (1 – 1) Jegyzőkönyv |                   |

| Belek, Törökország |

| 2012. február 18. |

| Győri ETO              | 3 – 0               | FC ViOn Zlaté Moravce |
| ---------------------- | ------------------- | --------------------- |
| Trajković Dinjar Babić | (0 – 0) Jegyzőkönyv |                       |

| ETO Park, Győr Nézőszám: 200 Játékvezető: Becséri Dániel (magyar) |

### OTP Bank Liga 2011–12

#### Őszi fordulók
| 1. forduló 2011. július 17. 16:00 |

| Budapest Honvéd                      | 1 – 2                         | Győri ETO                       |
| ------------------------------------ | ----------------------------- | ------------------------------- |
| Hajdú 12' 48' Horváth 16' Németh 63' | (1 – 0) Jegyzőkönyv Részletek | Dudás 57' Dinjar 79' Takács 43' |

| Bozsik József Stadion, Budapest Nézőszám: 1 500 Játékvezető: Iványi Zoltán (magyar) |

| 2. forduló 2011. július 23. 20:00 |

| Győri ETO                | 1 – 0                         | Újpest                  |
| ------------------------ | ----------------------------- | ----------------------- |
| Pilibaitis 53' Fehér 42' | (0 – 0) Jegyzőkönyv Részletek | Dvorschák 23' Lázár 54' |

| ETO Park, Győr Nézőszám: 3 000 Játékvezető: Solymosi Péter (magyar) |

| 3. forduló 2011. július 29. 19:00 |

| Győri ETO                                        | 1 – 0                         | Haladás                                     |
| ------------------------------------------------ | ----------------------------- | ------------------------------------------- |
| Dudás 5' Pilibaitis 41' Trajković 51' Takács 74' | (1 – 0) Jegyzőkönyv Részletek | Tóth 45' Iszlai 64′ Guzmics 81' Halmosi 90' |

| ETO Park, Győr Nézőszám: 9 000 Játékvezető: Kassai Viktor (magyar) |

| 4. forduló 2011. augusztus 6. 19:00 |

| BFC Siófok | 0 – 1                         | Győri ETO                 |
| ---------- | ----------------------------- | ------------------------- |
| Farkas 66' | (0 – 1) Jegyzőkönyv Részletek | Alekszidze 26' Völgyi 15' |

| Révész Géza utca, Siófok Nézőszám: 3 300 Játékvezető: Szilasi Szabolcs (magyar) |

| 5. forduló 2011. augusztus 13. 17:30 |

| Győri ETO                             | 3 – 2                         | Vasas                                        |
| ------------------------------------- | ----------------------------- | -------------------------------------------- |
| Koltai 25' Ji-Paraná 59' Ahjupera 66' | (1 – 2) Jegyzőkönyv Részletek | Kulcsár 22' Dajić 26' Arsić 58' Beliczky 89' |

| ETO Park, Győr Nézőszám: 3 000 Játékvezető: Fábián Mihály (magyar) |

| 6. forduló 2011. augusztus 20. 18:00 |

| Paksi FC                                    | 1 – 2                         | Győri ETO                                            |
| ------------------------------------------- | ----------------------------- | ---------------------------------------------------- |
| Montvai 90' Bartha 37' Fiola 48' Sifter 87' | (0 – 1) Jegyzőkönyv Részletek | Völgyi 41' Pilibaitis 83' Trajković 38' Đorđević 65' |

| Fehérvári út, Paks Nézőszám: 2 200 Játékvezető: Miquel Álvaro García (chilei) |

| 7. forduló 2011. augusztus 26. 18:00 |

| Győri ETO                                                | 5 – 1                         | Zalaegerszegi TE            |
| -------------------------------------------------------- | ----------------------------- | --------------------------- |
| Völgyi 17' 73' Alekszidze 34' Babić 66' Ahjupera 76' 77' | (2 – 0) Jegyzőkönyv Részletek | Tököli 48' 31' Balázs 90+2′ |

| ETO Park, Győr Nézőszám: 4 000 Játékvezető: Bognár Tamás (magyar) |

| 8. forduló 2011. szeptember 10. 19:00 |

| Kaposvári Rákóczi | 0 – 0                         | Győri ETO                                              |
| ----------------- | ----------------------------- | ------------------------------------------------------ |
| Perić 57'         | (0 – 0) Jegyzőkönyv Részletek | Ji-Paraná 18' Trajković 49' Fehér 56' Pilibaitis 90+1′ |

| Rákóczi Stadion, Kaposvár Nézőszám: 3 000 Játékvezető: Németh Ádám (magyar) |

| 9. forduló 2011. szeptember 18. 18:00 |

| Győri ETO                                                                | 2 – 0                         | Ferencváros                                 |
| ------------------------------------------------------------------------ | ----------------------------- | ------------------------------------------- |
| Alekszidze 16' Trajković 23' Babić 38' Fehér 39' Dudás 65' Ji-Paraná 90' | (2 – 0) Jegyzőkönyv Részletek | Oláh 36' Csizmadia 67' Maróti 76' Otten 80' |

| ETO Park, Győr Nézőszám: 10 000 Játékvezető: Bognár Tamás (magyar) |

| 10. forduló 2011. szeptember 25. 18:00 |

| Diósgyőr                                    | 2 – 0                         | Győri ETO                                  |
| ------------------------------------------- | ----------------------------- | ------------------------------------------ |
| Luque 16' (11-esből) Seydi 60' Gallardo 30' | (1 – 0) Jegyzőkönyv Részletek | Völgyi 26' Đorđević Stanišić 44' Babić 65' |

| DVTK-stadion, Miskolc Nézőszám: 10 500 Játékvezető: Szilasi Szabolcs (magyar) Asszisztensek: Szpisják Zsolt Viszokai László |

| 11. forduló 2011. szeptember 30. 18:00 |

| Győri ETO                                                | 4 – 0                         | Kecskeméti TE          |
| -------------------------------------------------------- | ----------------------------- | ---------------------- |
| Dudás 12' (11-esből) 41' Trajković 83' 91' Ji-Paraná 90' | (2 – 0) Jegyzőkönyv Részletek | Ribánszki 11' Bori 89' |

| ETO Park, Győr Nézőszám: 4 000 Játékvezető: Németh Ádám (magyar) |

| 12. forduló 2011. október 15. 15:00 |

| Debreceni VSC                                                   | 2 – 0                         | Győri ETO                           |
| --------------------------------------------------------------- | ----------------------------- | ----------------------------------- |
| Šimac 21' Kulcsár 55' Bódi 37' Korhut 48' Bouadla 51' Varga 82' | (1 – 0) Jegyzőkönyv Részletek | Völgyi 23' Trajković 56' Dinjar 67' |

| Oláh Gábor utcai stadion, Debrecen Nézőszám: 9 500 Játékvezető: Bognár Tamás (magyar) |

| 13. forduló 2011. október 23. 16:00 |

| Győri ETO                      | 1 – 0                         | Videoton                                            |
| ------------------------------ | ----------------------------- | --------------------------------------------------- |
| Dudás 12' Szabó 24' Dinjar 31' | (1 – 0) Jegyzőkönyv Részletek | Álvaro Brachi 39' Caneira 56' Elek 87' Mitrović 89' |

| ETO Park, Győr Nézőszám: 5 600 Játékvezető: Andó-Szabó Sándor (magyar) Asszisztensek: Kelemen Attila Tóth István |

| 14. forduló 2011. október 29. 17:00 |

| Pécsi MFC                                                   | 3 – 1                         | Győri ETO                   |
| ----------------------------------------------------------- | ----------------------------- | --------------------------- |
| Bajzát 22' Regedei 48' Gyánó 90' Todorović 53' Frőhlich 86' | (1 – 0) Jegyzőkönyv Részletek | Ahjupera 56' Pilibaitis 89' |

| PMFC Stadion, Pécs Nézőszám: 3 800 Játékvezető: Miquel Alvaro Garcia (magyar) |

| 15. forduló 2011. november 4. 18:00 |

| Győri ETO                                                                            | 3 – 2                         | Lombard Pápa                                                                                |
| ------------------------------------------------------------------------------------ | ----------------------------- | ------------------------------------------------------------------------------------------- |
| Ahjupera 26' Trajković 42' 90+3' Koltai 62' Pilibaitis 52' Takács 65' Stevanović 88' | (2 – 0) Jegyzőkönyv Részletek | Ferenczi 66' (11-esből) Lovrencsics 79' Ganugrava 28' Horváth 53' Tóth G. 90' Totadze 90+3' |

| ETO Park, Győr Nézőszám: 2 800 Játékvezető: Kassai Viktor (magyar) |

| 16. forduló 2011. november 19. 17:30 |

| Győri ETO                                              | 1 – 3                         | Budapest Honvéd                                                           |
| ------------------------------------------------------ | ----------------------------- | ------------------------------------------------------------------------- |
| Ahjupera 90+1' Đorđević 3' Pilibaitis 32' Stanišić 34' | (0 – 1) Jegyzőkönyv Részletek | Danilo 6' 57' Ivancsics 83' Torghelle 34' Hajdú 74' Lovrić 77' Németh 90' |

| ETO Park, Győr Nézőszám: 3 500 Játékvezető: Bognár Tamás (magyar) |

| 17. forduló 2011. november 26. 17:30 |

| Újpest                              | 1 – 3                         | Győri ETO                                                          |
| ----------------------------------- | ----------------------------- | ------------------------------------------------------------------ |
| Kabát 86' 88' Takács 45' Lipták 57′ | (0 – 1) Jegyzőkönyv Részletek | Trajković 39' Dudás 57' (11-esből) 20' Ahjupera 80' 73' Völgyi 72' |

| Szusza Ferenc Stadion, Budapest Nézőszám: 2 623 Játékvezető: Iványi Zoltán (magyar) |

#### Tavaszi fordulók
| 18. forduló 2012. március 4. 18:00 |

| Haladás                                  | 1 – 1                         | Győri ETO                                                   |
| ---------------------------------------- | ----------------------------- | ----------------------------------------------------------- |
| Fehér 48' (öngól) Iszlai 42' Halmosi 87' | (0 – 1) Jegyzőkönyv Részletek | Ahjupera 12' Fehér 30' Babić 44' Stanišić 55' Windecker 75' |

| Rohonci úti stadion, Szombathely Nézőszám: 5 200 Játékvezető: Andó-Szabó Sándor (magyar) |

| 19. forduló 2012. március 9. 18:00 |

| Győri ETO                                                            | 4 – 1                         | BFC Siófok                                     |
| -------------------------------------------------------------------- | ----------------------------- | ---------------------------------------------- |
| Pátkai 57' 72' 86' Dinjar 83' Stanišić 21' Koltai 58' Alekszidze 79′ | (0 – 0) Jegyzőkönyv Részletek | Simon 90+1' Melczer 33' Kiss 44' Mogyorósi 64' |

| ETO Park, Győr Nézőszám: 2 300 Játékvezető: Szilasi Szabolcs (magyar) |

| 20. forduló 2012. március 17. 15:00 |

| Vasas                                                               | 1 – 2               | Győri ETO                                                      |
| ------------------------------------------------------------------- | ------------------- | -------------------------------------------------------------- |
| Takács 58' (11-esből) 48' Katona 5' Varga 28' Bárányos 45' Kiss 86' | (0 – 1) Jegyzőkönyv | Ahjupera 19' Dudás 66' 67' Völgyi 12' Trajković 70' Tokody 87' |

| Illovszky Rudolf Stadion, Budapest Nézőszám: 1 500 Játékvezető: Farkas Ádám (magyar) |

| 21. forduló 2012. március 25. 16:00 |

| Győri ETO                                                                 | 4 – 1               | Paksi FC                  |
| ------------------------------------------------------------------------- | ------------------- | ------------------------- |
| Koltai 62' (11-esből) Trajković 65' Pátkai 67' 81' Stanišić 36' Fehér 49' | (0 – 0) Jegyzőkönyv | Magasföldi 73' Sifter 62' |

| ETO Park, Győr Nézőszám: 2 200 Játékvezető: Berger József (magyar) |

| 22. forduló 2012. március 31. 17:30 |

| Zalaegerszegi TE | 0 – 2               | Győri ETO                   |
| ---------------- | ------------------- | --------------------------- |
| Brkić 74'        | (0 – 1) Jegyzőkönyv | Kamber 4' Trajković 67' 67' |

| ZTE Aréna, Zalaegerszeg Nézőszám: 3 412 Játékvezető: Szilasi Szabolcs (magyar) |

| 23. forduló 2012. április 6. 18:00 |

| Győri ETO                      | 2 – 1               | Kaposvári Rákóczi                 |
| ------------------------------ | ------------------- | --------------------------------- |
| Pátkai 9' Varga 25' Völgyi 84' | (2 – 0) Jegyzőkönyv | Ndiaye 46' Graszl 19' Dankwah 45' |

| ETO Park, Győr Nézőszám: 2 500 Játékvezető: Fábián Mihály (magyar) |

| 24. forduló 2012. április 14. 17:30 |

| Ferencváros                                                           | 2 – 2               | Győri ETO                                                                  |
| --------------------------------------------------------------------- | ------------------- | -------------------------------------------------------------------------- |
| Beliczky 21' Busai 79' Balog 23' Józsi 33' Pölöskey 53' Jovanović 88' | (1 – 2) Jegyzőkönyv | Trajković 15' 80' Đorđević 24' Kamber 20' Babić 49' Střeštík 50' Varga 71' |

| Albert Flórián Stadion, Budapest Nézőszám: 4 800 Játékvezető: Iványi Zoltán (magyar) |

| 25. forduló 2012. április 22. 16:45 |

| Győri ETO                                | 2 – 0                         | Diósgyőr                                                 |
| ---------------------------------------- | ----------------------------- | -------------------------------------------------------- |
| Střeštík 54' 42' Ahjupera 88' Pátkai 23' | (0 – 0) Jegyzőkönyv Részletek | Raković 38' Sekour 42′ Gohér 80′ Radoš 87' Frizoni 90+2' |

| ETO Park, Győr Nézőszám: 4 500 Játékvezető: Farkas Ádám (magyar) |

| 26. forduló 2012. április 29. 18:00 |

| Kecskeméti TE                                      | 2 – 0               | Győri ETO                            |
| -------------------------------------------------- | ------------------- | ------------------------------------ |
| Lencse 23' (11-esből) 33' Antal 88' Tölgyesi 90+3' | (2 – 0) Jegyzőkönyv | Pilibaitis 20' Völgyi 34' Dinjar 81' |

| Széktói Stadion, Kecskemét Nézőszám: 2 100 Játékvezető: Németh Ádám (magyar) |

| 27. forduló 2012. május 6. 18:00 |

| Győri ETO                                                                           | 1 – 2               | Debreceni VSC                         |
| ----------------------------------------------------------------------------------- | ------------------- | ------------------------------------- |
| Varga 32' Babić 35' Kamber 52' Střeštík 57' Pátkai 66' Ahjupera 82' Trajković 90+3' | (1 – 1) Jegyzőkönyv | Szakály 38' Coulibaly 65' Bouadla 28' |

| ETO Park, Győr Nézőszám: 10 000 Játékvezető: Bognár Tamás (magyar) |

| 28. forduló 2012. május 13. 16:45 |

| Videoton                                                                      | 2 – 1               | Győri ETO                          |
| ----------------------------------------------------------------------------- | ------------------- | ---------------------------------- |
| Nikolics 47' Sándor Gy. 90' 32' Szolnoki 56' Božović 58' Pátkai 62' Fehér 65' | (0 – 0) Jegyzőkönyv | Koltai 49' Völgyi 32' Střeštík 33' |

| Sóstói Stadion, Székesfehérvár Nézőszám: 5 116 Játékvezető: Andó-Szabó Sándor (magyar) Asszisztensek: Albert István Szpisják Zsolt |

| 29. forduló 2012. május 18. 20:00 |

| Győri ETO                                       | 3 – 0               | Pécsi MFC                |
| ----------------------------------------------- | ------------------- | ------------------------ |
| Takács 49' Koltai 69' (11-esből) 85' Dinjar 46' | (0 – 0) Jegyzőkönyv | Dibusz 68' Zeljković 69' |

| ETO Park, Győr Nézőszám: 2 500 Játékvezető: Fábián Mihály (magyar) |

| 30. forduló 2012. május 27. 15:30 |

| Lombard Pápa | 0 – 2               | Győri ETO                                 |
| ------------ | ------------------- | ----------------------------------------- |
|              | (0 – 0) Jegyzőkönyv | Varga 60' Völgyi 85' Koltai 35' Fehér 51' |

| Perutz Stadion, Pápa Nézőszám: 1 500 Játékvezető: Oláh Gábor (magyar) |

#### Végeredmény
| #   | Csapat            | M  | GY | D  | V  | G+ – G– | GK  | P                                                      | Megjegyzések                                   |
| --- | ----------------- | -- | -- | -- | -- | ------- | --- | ------------------------------------------------------ | ---------------------------------------------- |
| 1.  | Debreceni VSC     | 30 | 22 | 8  | 0  | 64–18   | +46 | 74                                                     | 2012–2013-as Bajnokok Ligája – 2. selejtezőkör |
| 2.  | Videoton          | 30 | 21 | 3  | 6  | 58–19   | +39 | 66                                                     | 2012–2013-as Európa-liga – 2. selejtezőkör     |
| 3.  | Győri ETO         | 30 | 20 | 3  | 7  | 56–31   | +25 | 63 \|style="background-color: #FAFAFA;"\|              |                                                |
| 4.  | Budapest Honvéd   | 30 | 13 | 7  | 10 | 48–40   | +8  | 46                                                     | 2012–2013-as Európa-liga – 1. selejtezőkör     |
| 5.  | Kecskeméti TE     | 30 | 13 | 6  | 11 | 48–38   | +10 | 45 \|rowspan="10" style="background-color: #FAFAFA;"\| |                                                |
| 6.  | Paksi FC          | 30 | 12 | 9  | 9  | 47–51   | −4  | 45                                                     |                                                |
| 7.  | Diósgyőr          | 30 | 13 | 4  | 13 | 42–43   | −1  | 43                                                     |                                                |
| 8.  | Haladás           | 30 | 9  | 11 | 10 | 39–37   | +2  | 38                                                     |                                                |
| 9.  | BFC Siófok        | 30 | 9  | 9  | 12 | 30–41   | −11 | 36                                                     |                                                |
| 10. | Kaposvári Rákóczi | 30 | 7  | 14 | 9  | 35–42   | −7  | 35                                                     |                                                |
| 11. | Ferencváros       | 30 | 9  | 7  | 14 | 31–36   | −5  | 34                                                     |                                                |
| 12. | Pécsi MFC         | 30 | 8  | 10 | 12 | 36–50   | −14 | 34                                                     |                                                |
| 13. | Újpest            | 30 | 8  | 8  | 14 | 34–46   | −12 | 32                                                     |                                                |
| 14. | Lombard Pápa      | 30 | 8  | 6  | 16 | 26–40   | −14 | 30                                                     |                                                |
| 15. | Vasas             | 30 | 5  | 9  | 16 | 29–51   | −22 | 22                                                     | NB II                                          |
| 16. | Zalaegerszegi TE  | 30 | 1  | 10 | 19 | 25–65   | −40 | 13                                                     | NB II                                          |

Forrás: MLSZ adatbank 
A rangsorolás alapszabályai: 1. összpontszám, 2. győzelmek száma, 3. gólkülönbség, 4. szerzett gólok száma, 5. egymás elleni eredmények összpontszáma,  6. egymás elleni eredmények gólkülönbsége, 7. egymás elleni eredmények szerzett góljainak száma, 8. egymás elleni eredmények idegenben szerzett góljainak száma.
A Vasastól két pontot levontak.
(B): Bajnokcsapat, (K): Kieső csapat, (F): Feljutó csapat, (I): Kupainduló, (R): A rájátszás győztese, (KGY): Kupagyőztes

Jegyzet
- A Győri ETO-t az UEFA eltiltotta a nemzetközi kupaszerepléstől, ezért a negyedik helyezett csapat indulhatott a 2012–13-as Európa-ligában.[2]

#### Eredmények összesítése
Az alábbi táblázatban összesítve szerepelnek a Győri ETO FC 2011/12-es bajnokságban elért eredményei.
| Ősz/tavasz (forduló)    | Otthon | Otthon | Otthon | Otthon | Otthon | Otthon | Otthon | Idegenben | Idegenben | Idegenben | Idegenben | Idegenben | Idegenben | Idegenben |
| Ősz/tavasz (forduló)    | M      | GY     | D      | V      | LG–KG  | GK     | P      | M         | GY        | D         | V         | LG–KG     | GK        | P         |
| ----------------------- | ------ | ------ | ------ | ------ | ------ | ------ | ------ | --------- | --------- | --------- | --------- | --------- | --------- | --------- |
| Őszi szezon (1–17.)     | 9      | 8      | 0      | 1      | 21–8   | +13    | 24     | 8         | 4         | 1         | 3         | 9–10      | –1        | 13        |
| Tavaszi szezon (18–30.) | 6      | 5      | 0      | 1      | 16–5   | +11    | 15     | 7         | 3         | 2         | 2         | 10–8      | +2        | 11        |
| Összesen (1–30.)        | 15     | 13     | 0      | 2      | 37–13  | +24    | 39     | 15        | 7         | 3         | 5         | 19–18     | +1        | 24        |

#### Helyezések fordulónként
| Forduló  | 1  | 2  | 3  | 4  | 5  | 6  | 7  | 8 | 9  | 10 | 11 | 12 | 13 | 14 | 15 | 16 | 17 | 18 | 19 | 20 | 21 | 22 | 23 | 24 | 25 | 26 | 27 | 28 | 29 | 30 |
| -------- | -- | -- | -- | -- | -- | -- | -- | - | -- | -- | -- | -- | -- | -- | -- | -- | -- | -- | -- | -- | -- | -- | -- | -- | -- | -- | -- | -- | -- | -- |
| Helyszín | I  | O  | O  | I  | O  | I  | O  | I | O  | I  | O  | I  | O  | I  | O  | O  | I  | I  | O  | I  | O  | I  | O  | I  | O  | I  | O  | I  | O  | I  |
| Eredmény | GY | GY | GY | GY | GY | GY | GY | D | GY | V  | GY | V  | GY | V  | GY | V  | GY | D  | GY | GY | GY | GY | GY | D  | GY | V  | V  | V  | GY | GY |
| Helyezés | 4  | 3  | 3  | 3  | 2  | 2  | 2  | 2 | 2  | 2  | 2  | 2  | 2  | 2  | 2  | 2  | 2  | 2  | 2  | 2  | 2  | 2  | 2  | 2  | 2  | 2  | 3  | 3  | 3  | 3  |

Helyszín: O = Otthon; I = Idegenben. Eredmény: GY = Győzelem; D = Döntetlen; V = Vereség.

### Magyar kupa
| 3. forduló 2011. szeptember 21. 15:30 |

| Puskás Akadémia          | 0 – 3               | Győri ETO                |
| ------------------------ | ------------------- | ------------------------ |
| Szolnoki 50' Sánchez 87' | (0 – 1) Jegyzőkönyv | Dudás 28' 55' Ceolin 76' |

| Nézőszám: 300 Játékvezető: Szilasi Szabolcs (magyar) |

| 4. forduló 2011. október 25. 14:00 |

| Jánossomorja                       | 2 – 9               | Győri ETO                                                                                    |
| ---------------------------------- | ------------------- | -------------------------------------------------------------------------------------------- |
| Tóth 48' 88′ Szalka 71' Winter 41' | (0 – 5) Jegyzőkönyv | Alekszidze 26' Windecker 27' Tokody 31' Nicorec 32' 47' Koltai 39' 46' 68' Varga 74' Kis 79' |

| Nézőszám: 250 Játékvezető: Berényi Tamás (magyar) |

| 5. forduló Első mérkőzés 2011. november 30. 18:00 |

| Diósgyőr                      | 1 – 1               | Győri ETO                                          |
| ----------------------------- | ------------------- | -------------------------------------------------- |
| Lippai 34' Vadász 62' Gal 67' | (1 – 1) Jegyzőkönyv | Ahjupera 36' Koltai 9' Trajković 22' Windecker 80' |

| DVTK-stadion, Miskolc Nézőszám: 5 000 Játékvezető: Andó-Szabó Sándor (magyar) |

| 5. forduló Visszavágó 2011. december 3. 15:00 |

| Győri ETO                                           | 4 – 1               | Diósgyőr  |
| --------------------------------------------------- | ------------------- | --------- |
| Dudás 14' 36' Fehér 32' Trajković 38' Windecker 36' | (4 – 0) Jegyzőkönyv | Tisza 62' |

| ETO Park, Győr Nézőszám: 1 500 Játékvezető: Kassai Viktor (magyar) |

| 6. forduló Első mérkőzés 2012. február 25. 16:00 |

| Videoton                                                               | 5 – 1               | Győri ETO                                                     |
| ---------------------------------------------------------------------- | ------------------- | ------------------------------------------------------------- |
| Fernández 14' Nikolics 39' Sándor 48' 31' Oliveira 67' Torghelle 90+2' | (2 – 0) Jegyzőkönyv | Windecker 80' Trajković 27' Fehér 38' Pátkai 48' Đorđević 64' |

| Sóstói Stadion, Székesfehérvár Nézőszám: 3 000 Játékvezető: Solymosi Péter (magyar) |

| 6. forduló Visszavágó 2012. március 14. 18:00 |

| Győri ETO | 0 – 1               | Videoton                              |
| --------- | ------------------- | ------------------------------------- |
| Babić 88' | (0 – 1) Jegyzőkönyv | Perić 11' 81' Tujvel 39' Szolnoki 76' |

| ETO Park, Győr Nézőszám: 500 Játékvezető: Szőts Gergely (magyar) |

### Ligakupa

#### Csoportkör (A csoport)
| 1. forduló 2011. augusztus 31. 17:00 |

| Lombard Pápa             | 0 – 0               | Győri ETO                          |
| ------------------------ | ------------------- | ---------------------------------- |
| Ferenczi 80' Horváth 86' | (0 – 0) Jegyzőkönyv | Miklós 82' Varga 85' Windecker 88' |

| Perutz Stadion, Pápa Nézőszám: 350 Játékvezető: Kovács J. Zoltán (magyar) |

| 2. forduló 2011. szeptember 6. 16:30 |

| Győri ETO                                                         | 2 – 2               | Haladás                                          |
| ----------------------------------------------------------------- | ------------------- | ------------------------------------------------ |
| Dudás 31' Molnár 74' Střeštík 28' Windecker 48' Kis 58' Lamas 87' | (1 – 0) Jegyzőkönyv | Ugrai 76' Vujović 88' 42' Búrány 63' Szakály 90' |

| ETO Park, Győr Nézőszám: 300 Játékvezető: Becséri Dániel (magyar) |

| 3. forduló 2011. október 5. 17:00 |

| Zalaegerszegi TE                              | 1 – 1               | Győri ETO                             |
| --------------------------------------------- | ------------------- | ------------------------------------- |
| Bujor 12' Delić 45' Csordás 54' Jasarević 56' | (1 – 0) Jegyzőkönyv | Kiss 68' 63' Takács 19' Windecker 72' |

| ZTE Aréna, Zalaegerszeg Nézőszám: 200 Játékvezető: Kovács Gábor (magyar) |

| 4. forduló 2011. október 12. 15:00 |

| Győri ETO               | 3 – 1               | Zalaegerszegi TE                |
| ----------------------- | ------------------- | ------------------------------- |
| Kiss 7' Serfőző 52' 54' | (1 – 0) Jegyzőkönyv | Szalai 90' Szabó 47' Mavolo 83' |

| ETO Park, Győr Nézőszám: 300 Játékvezető: Farkas Tibor (magyar) |

| 5. forduló 2011. november 9. 16:30 |

| Haladás                | 1 – 2               | Győri ETO                                       |
| ---------------------- | ------------------- | ----------------------------------------------- |
| Skriba 84' Halmosi 90' | (0 – 1) Jegyzőkönyv | Alekszidze 36' Ceolin 55' Nyitrai 50' Zámbó 73' |

| Rohonci úti stadion, Szombathely Nézőszám: 500 Játékvezető: Oláh Gábor (magyar) |

| 6. forduló 2011. november 15. 13:00 |

| Győri ETO            | 1 – 3               | Lombard Pápa                                        |
| -------------------- | ------------------- | --------------------------------------------------- |
| Völgyi 58' Paget 76' | (0 – 3) Jegyzőkönyv | Ferenczi 17' 30' 35' Farkas 27' Marić 41' Varga 78' |

| ETO Park, Győr Nézőszám: 300 Játékvezető: Radványi Ádám (magyar) |

#### Az A csoport végeredménye
| Csapat           | M | Gy | D | V | G+ | G– | Gk  | P  |
| ---------------- | - | -- | - | - | -- | -- | --- | -- |
| Lombard Pápa     | 6 | 4  | 1 | 1 | 16 | 3  | +13 | 13 |
| Győri ETO        | 6 | 2  | 3 | 1 | 9  | 8  | +1  | 9  |
| Haladás          | 6 | 2  | 1 | 3 | 7  | 9  | –2  | 7  |
| Zalaegerszegi TE | 6 | 1  | 1 | 4 | 6  | 18 | –12 | 4  |

## Külső hivatkozások
- A csapat hivatalos honlapja
- A Magyar Labdarúgó Szövetség honlapja, adatbankja